# Externismus

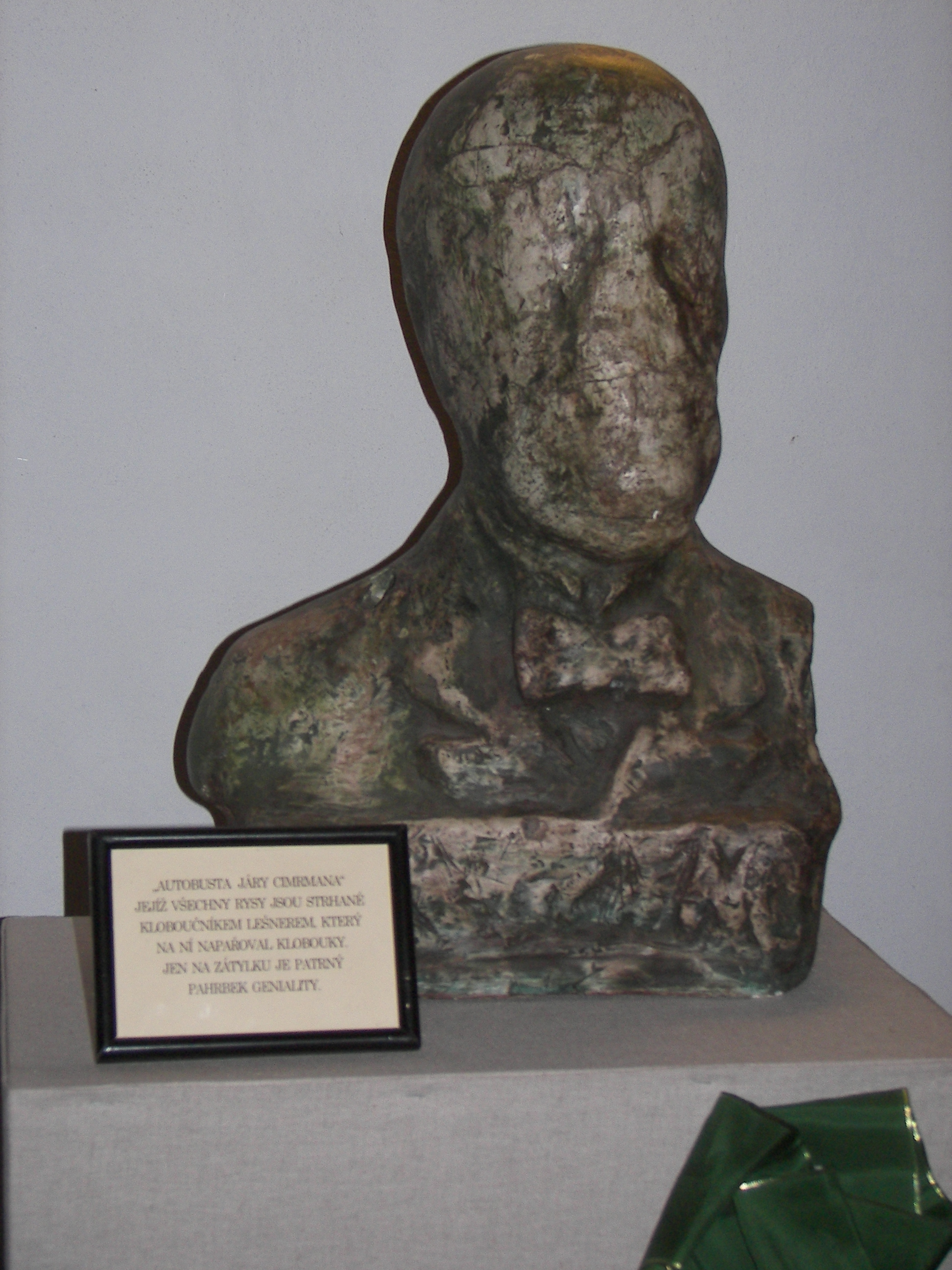
Autobusta Járy Cimrmana se zcela strhanými rysy

Externismus je fiktivní filosofická teorie připsaná fiktivnímu českému géniovi Járovi Cimrmanovi. Teorie je popsána v jedné z přednášek tzv. cimrmanologů o významu Járy Cimrmana na poli filosofie, které jsou součástí divadelních her Akt a Blaník autorů Zdeňka Svěráka, Jiřího Šebánka a Ladislava Smoljaka.

## Teorie
Tato epistemologická teorie odporuje tradiční teorii solipsismu. Zatímco solipsisté věří, že existuje pouze jejich Já a neexistuje okolní svět, Jára Cimrman přišel s myšlenkou, že to je právě filosofovo Já, které neexistuje, zatímco okolní svět ano.
Dle tvrzení předních cimrmanologů se tato myšlenka zpočátku setkala mezi filosofy s obrovským nesouhlasem. Jára Cimrman byl pozván obhájit svou teorii na filosofickém kongresu v Basileji. Jeho vyzývatelem byl F. C. Bohlen, pro své vlastnictví drogerie v Essenu a hrubé vyjadřování cimrmanology označovaný jako vulgární materialista. Klíčový Bohlenův argument, který Cimrman musel vyvrátit, zněl: „Jak mohlo neexistující vědomí stvořit teorii?“
Jára Cimrman odpověděl, že skutečnost, že neexistuje, neznamená, že není ve světě patrný. Dále pak přirovnal svět k prostoru s místem někde uvnitř, kde právě Jára Cimrman chybí. Vezmeme-li si kus papíru s dírou uprostřed, můžeme papír přirovnat k okolnímu světu a díru (která je naprosto zřetelně viditelná) k neexistujícímu filosofovi. Natahování a smršťování prostoru má za výsledek zrcadlově opačnou změnu ve tvaru díry, což lze chápat jako proces filosofova myšlení.
To, že svět nesdílí jeho filosofii, Járu Cimrmana nijak nepřekvapilo. Z teorie externismu totiž nutně vyplývá, že v okolním světě musí platit teorie zrcadlově obrácená, čili v podstatě filosofie solipsismu. I v tomto bodě Cimrman předběhl svou dobu, která ještě nebyla připravena na myslitele schopné zastávat stanoviska, jež by zároveň vyvraceli.
Jak cimrmanologové zjistili při čtení korespondence Alberta Einsteina, později Jára Cimrman svou teorii propracoval do dalších podrobností. Prohlásil, že dokonce i další předměty našeho světa neexistují takovým způsobem, jak se všeobecně předpokládá. Ve skutečnosti se předmět vždy nachází na místě, kde si myslíme, že není, a není na místě, kde se domníváme, že je. Vezmeme-li si například kousek křídy, tvoří křída ohromný masiv všude kolem, s malou bublinkou uprostřed, kde křída rozhodně není.
Albert Einstein považoval teorii za „very crazy“, což cimrmalogové chápou jako výraz uznání. Vyjádřil však také určité námitky. „Jako fyzik Vás musím upozornit, že na podstatě skutečnosti samé se nic nemění, jestliže věc označíte jako prázdno a prázdné okolí jako věc,“ napsal, „To je pouhá hra se slovy (the ping pong with the words).“
S F. C. Bohlenem se Cimrman střetl i v názorech na povahu našeho poznání. Dle Bohlena je základním principem poznání pravda. Na začátku poznávacího procesu je nepřesná a my ji zpřesňujeme. Nakonec víme vše.
Cimrman naopak prohlásil, že na počátku každého poznávacího procesu utváří naše vědomosti omyl, který je přesný, a my jej musíme vyvrátit. Nakonec nevíme nic. Přesto však nelze Cimrmana považovat za agnostika nebo nihilistu. Naopak, Cimrman vnímá poznání velmi pozitivně jako proces vyvracení původního omylu. Díky tomu můžeme „nakonec stanout před tváří všehomíra s hlavou jasnou a prázdnou.“
Výrok, že nakonec nevíme nic, je logickým důsledkem Cimrmanova externismu. Příklad s křídou ukázal, že kdykoliv se v průběhu poznávacího procesu pokoušíme dostat blíže k nějakému předmětu, nutně nakonec dosáhneme místa, kde předmět není. Proto tedy na konci každého poznávacího procesu nevíme nic, ale víme to správně.
Teorie může být snadno aplikována na celé jsoucno, ovšem s výjimkou teorie samotné. Pokud bychom se o to pokusili, zdánlivě bychom ji tím vyvrátili: buď jde o omyl, nebo ji nevíme. Cimrman proto přišel s revolučním řešením známým jako Cimrmanův krok stranou. Díky tomuto myšlenkovému manévru se na chvíli mohl ocitnout ve světě vulgárního materialismu, a tak svou teorii potvrdit jako platnou. Logický závěr potom zněl: „Víme vše: nevíme nic.“